# Селума (округ)
Селума (индон. Seluma) — округ в составе провинции Бенкулу. Административный центр — город Пасар-Тайс.

## География
Площадь округа — 2400,44 км². На севере граничит с округом Центральный Бенкулу, а также с территорией провинции Южная Суматра, на северо-западе — с территорией города-муниципалитета Бенкулу, на востоке — с округом Южный Бенкулу, на юге и западе омывается водами Индийского океана.

## Население
Согласно данным переписи 2010 года, на территории округа проживало 173 507 человек.

## Административное деление
Территория округа Селума административно подразделяется на 14 районов (kecamatan):
| - Айр-Периукан - Нижний Тало - Лубук-Санди - Селума - Восточная Селума - Южная Селума - Западная Селума | - Северная Селума - Семиданг-Алас - Семиданг-Алас-Марас - Сукараджа - Тало - Малый Тало - Верхний Тало |